# Матіївська сільська рада (Бахмацький район)
Маті́ївська сільська́ ра́да — колишня адміністративно-територіальна одиниця та орган місцевого самоврядування в колишньому Бахмацькому районі Чернігівської області. Через територію сільської ради проходить автошлях E101М02.
Адміністративний центр — село Матіївка.

## Загальні відомості
Матіївська сільська рада утворена у 1918 році.
- Територія ради: 7,179 км²
- Населення ради: 438 осіб (станом на 1 січня 2012 року)

## Населені пункти
Сільській раді підпорядковані населені пункти:
- с. Матіївка (333 особи)
- с. Бондарі (5 осіб)
- с. Веселівка (16 осіб)
- с-ще Голубів (2 особи)
- с-ще Каціри (6 осіб)
- с. Лісова Поляна (3 особи)
- с-ще Лопатин (10 осіб)
- с. Мости (53 особи)
- с. Нове Полісся (23 особи)
- с. Обірки (6 осіб)
- с-ще Прохори (2 особи)
- с-ще Шумейкине (0 осіб)

## Історія
Сільська рада створена у 1918 році.
Нинішня сільська рада є однією з 20-ти сільських рад Бахмацького району та єдиною в районі, яка складається з дванадцяти населених пунктів.

## Географія
Село Матіївка розташоване на правому березі річки Сейм на північний схід від міста Бахмач. Відстань до районного центру 32 км.

Село Бондарів — розташоване на північ від села Матіївки на відстані 4 км.

Село Веселівка — розташоване на північ від села Матіївка на відстані 5 км.

Село Лісова Поляна — розташоване на північ від села Матіївка за 2 км.

Село Мости — розташоване на автостраді Київ -Москва за 3 км від села Матіївка.

Село Нове Полісся — розташоване на півночі села Матіївка за 5 км.

Село Обірки — розташоване на північ від села Матіївка за 3 км.

Село Голубів — розташоване 5 км на південний схід від села Матіївка. На півночі села Проходить автострада Київ — Москва.

Селище Каціри — розташоване на північ від села Матіївка за 4 км.

Селище Лопатин — розташоване на північний схід села Матіївка за 2 км.

Селище Прохори — розташоване на північ від села Матіївка за 4 км.

## Склад ради
Рада складалася з 12 депутатів та голови.
- Голова ради: Побожий В'ячеслав Борисович
- Секретар ради: Ровна Антоніна Григорівна

### Керівний склад попередніх скликань
| Прізвище, ім'я, по батькові | Основні відомості                                                                                        | Дата обрання | Дата звільнення |
| --------------------------- | --- | ------------ | --------------- |
| Мотліч Антоніна Миколаївна  | Сільський голова, 1951 року народження, позапартійна                                                     | 26.03.2006   | 31.10.2010      |
| Побожий В'ячеслав Борисович | Сільський голова, 1967 року народження, освіта середня спеціальна, член політичної партії «Наша Україна» | 31.10.2010   |                 |

Примітка: таблиця складена за даними сайту Верховної Ради України

### Депутати
За результатами місцевих виборів 2010 року депутатами ради стали:

#### За суб'єктами висування
| Суб'єкт висування | Кількість обраних депутатів | %  |
| ----------------- | --------------------------- | -- |
| Партія регіонів   | 9                           | 75 |
| Самовисування     | 3                           | 25 |

#### За округами
| № округу        | Прізвище, ім'я, по батькові  | Дата визнання обраним | Освіта  | Партійна приналежність                        | Відомості про обраного депутата                                      |
| --------------- | ---------------------------- | --------------------- | ------- | --------------------------------------------- | -------------------------------------------------------------------- |
| Партія регіонів |                              |                       |         |                                               |                                                                      |
| 1               | Левченко Ніна Іванівна       | 03.11.2010            | середня | член Партії регіонів                          | Матіївська сільська рада, головний бухалтер                          |
| 2               | Сем'янова Наталія Савівна    | 03.11.2010            | середня | член Партії регіонів                          | Матіївська сільська рада, головний бухалтер                          |
| 3               | Нічога Тетяна Петрівна       | 03.11.2010            | середня | член Партії регіонів                          | Матіївське відділення зв'язку, поштарка                              |
| 4               | Андріяко Наталія Михайлівна  | 03.11.2010            | середня | член Партії регіонів                          | Матіївський фельдшерсько-акушерський пункт, молодша медична сестра   |
| 6               | Ровна Антоніна Григорівна    | 03.11.2010            | середня | член Партії регіонів                          | Матіївська сільська рада, секретар                                   |
| 9               | Єрмакова Ніна Іванівна       | 03.11.2010            | середня | член Партії регіонів                          | пенсіонер                                                            |
| 10              | Божок Катерина Михайлівна    | 03.11.2010            | середня | член Партії регіонів                          | тимчасово не працює                                                  |
| 11              | Пишенко Наталія Іванівна     | 03.11.2010            | середня | член Партії регіонів                          | приватний підприємець                                                |
| 12              | Олефіренко Наталія Павлівна  | 03.11.2010            | середня | член Партії регіонів                          | пенсіонер                                                            |
| Самовисування   |                              |                       |         |                                               |                                                                      |
| 5               | Горбань Любов Дмитрівна      | 03.11.2010            | середня | позапартійна                                  | ТОВ «Батуринське», зоотехнік                                         |
| 7               | Побожа Людмила Андріївна     | 03.11.2010            | середня | член Всеукраїнського об'єднання «Батьківщина» | Матіївська загальноосвітня школа І-ІІ ст., вчитель початкових класів |
| 8               | Лобовик Оксана Володимирівна | 03.11.2010            | середня | член Всеукраїнського об'єднання «Батьківщина» | ТОВ «Батуринське», робітниця                                         |